# هوكر هارير
هوكر هارير (بالإنجليزية: Hawker Harrier)‏، هي طائرة عسكرية بريطانية تجريبية، ثنائية السطح وخفيفة الوزن، تم تصميمها وبناءها خلال عشرينيات القرن العشرين لصالح سلاح الجو الملكي البريطاني .

## تاريخ
في سنة 1925 أصدرت وزارة الأجواء البريطانية آن ذاك، دفتر تحملات للحصول على طائرة قاذفة قنابل خفيفة الوزن تعوض طائرة هوكر هورسلي السابقة. 
نتيجة لذلك استجابت لهذا العرض إثنتان من أهم الشركات المصنعة للطائرات هما : غلوستر و هوكر ،حيث اقترحت كل منهما طائرة مماثلة جدا، ثم قامت بصنع نموذج مبدئي أولي للطائرة.
عرفت هذه الطائرة تحت اسم هارير، وقد تم تطويرها على يد فريق متخصص تحت إشراف مهندس الطيران البريطاني السيد سيدني كام.
طائرة هوكر هارير هي طائرة ثنائية السطح تتميز بوجود محرك واحد، وجسم مبني بالخشب والمعدن لضمان الخفة والقوة التي تتطلبهما المهمات العسكرية.كما تم تسليحها برشاشين من نوع فيكرز من عيار 7.7 ملم، تم تركيب واحد منهما في وضعية الصيد، أما الآخر فقد ركب على دعامة دائرية تضمن له الحركة في جميع الإتجاهات .بالإضافة لذلك فقد جهزت بحمواة هجومية تصل إلى 454 كيلوغراما من القنابل.
أول رحلة لطائرة الهوكر هارير كانت في 12 فبراير من سنة 1927.

## المسيرة الوظيفية للطائرة
تم اختبار النموذج الأولي للطائرة في مؤسسة اختبار الطائرات والأسلحة التجريبية الواقعة في مارتلشام هيث خلال شهر نوفمبر من سنة 1927.
لكن وبالرغم من كل المحاولات لم تنجح شركة غلوستر للطيران في جعل هوكر هارير قادرة على إستكمال البعثات التي صممت من أجلها، إذ أن الطائرة لم تستطع أبدا التحليق بحمولتها القتالية  التي بلغت حوالي 454 كلغ، بسبب ضعف المحرك.   
نتيجة لذلك تم في صيف 1927 تم إرجاع المشروع إلى شركة هوكر سايدلي التي عملت على تطويرها. لكنها في النهاية لم تدخل الخدمة أبدا وبقيت مجرد نموذج مبدئي، كان له الفضل في إنتاج طائرات أخرى مطورة انطلاقا من النموذج الاختباري لطائرة هوكر هارير.

## مواصفات (هارير، كقاذفة قنابل)
البيانات من Mason, The British Bomber since 1914  
الخصائص العامة
- الطاقم: إثنان
- الطول: 29 قدم 7 بوصة (9.02 متر)
- باع الجناح: 46 قدم 3 بوصة (14.10 متر)
- الارتفاع: 13 قدم 4 بوصة (4.07 متر)
- مساحة الجناح : 497 قدم² (46.2 متر²)
- الوزن فارغة: 3,278 رطل (1,490 كغم)
- الوزن محملة: 5,656 رطل (2,561 كغم)
- محرك الطائرة: 1 × بريستول جوبيتر (VIII) محرك شعاعي ذو تسع أسطوانات, 583 حصان (وحدة قدرة) (435 كيلو وات)

الأداء
- السرعة القصوى: 117 عقدة (وحدة) (135 ميل في الساعة، 217 كم/ساعة)
- سقف الخدمة: 20,000 قدم (6,100 متر)
- حمولة الجناح: 11.4 رطل/قدم² (55.4 كغم/متر²)
- نسبة القدرة إلى الوزن: 0.103 حصان/رطل (0.170 كيلو وات/كغم)
- وقت التسلق لعلو 10,000 قدم (3050 متر): 18 دقيقة 30 ثانية

### الأسلحة
1.مدافع رشاشة :
- مدفع رشاش من نوع فيكرز من عيار 7.7 ملم في مقدمة الطائرة.
- سلاح لويس وهو مدفع رشاش خفيف من عيار 7.7 ملم، مثبث على حلقة سكارف في قمرة القيادة الخلفية .

2.القنابل:
- الطائرة في كل مرة قادرة على حمل طوربيد واحد أو 1000 رطل من القنابل لإلقائها على الأهداف .

## روابط خارجية
- هوكر هارير- دليل الطائرات البريطانية (لغة إنجليزية)